# 山海关
山海关位于中华人民共和国河北省秦皇岛市山海關區与辽宁省葫蘆島市綏中縣的邊界附近，又名渝关、榆关。山海关位于燕山和渤海之间，是明长城最东端的关隘，故而被称为“天下第一关”。此处早在战国时期就曾修筑有长城，明洪武十四年（1381年）修筑现有关隘，自此山海关成为地理分界，该关口以东区域被称为“关外”。至崇祯年间修建有罗城、卫城和海防城等附属建筑。清朝乾隆年间成为永平府所辖的临榆县城。清末时为加强海防而修建多处炮台。中华民国时期，山海关先后为奉系、国民政府、日军、冀热辽军区等方控制，1948年11月27日为东北野战军接管。中华人民共和国成立后一度归属于辽西省管辖，后划归河北省。山海关共分为关城、东罗城、西罗城、北翼城、南翼城、威远城、宁海城等多个部分，其中部分建筑曾被改建或重建。关城东城门镇东楼西侧屋檐下有著名的“天下第一关”牌匾，南侧伸入渤海的部分被称为“老龙头”。1961年，山海关被列为全国重点文物保护单位，1987年作为长城的一部分入列世界文化遗产。现今京哈铁路和 102国道均从此关口经过，为交通要道。

## 历史

### 明朝及以前时期

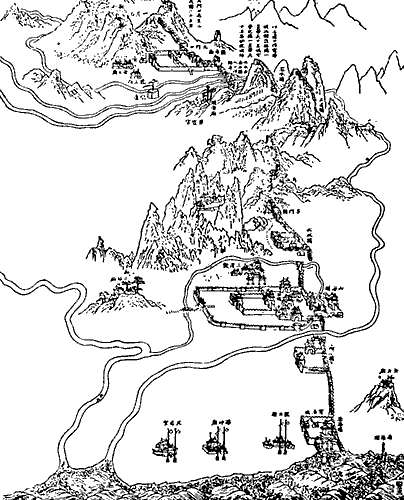
明末山海关的地图。

明代山海关地形图

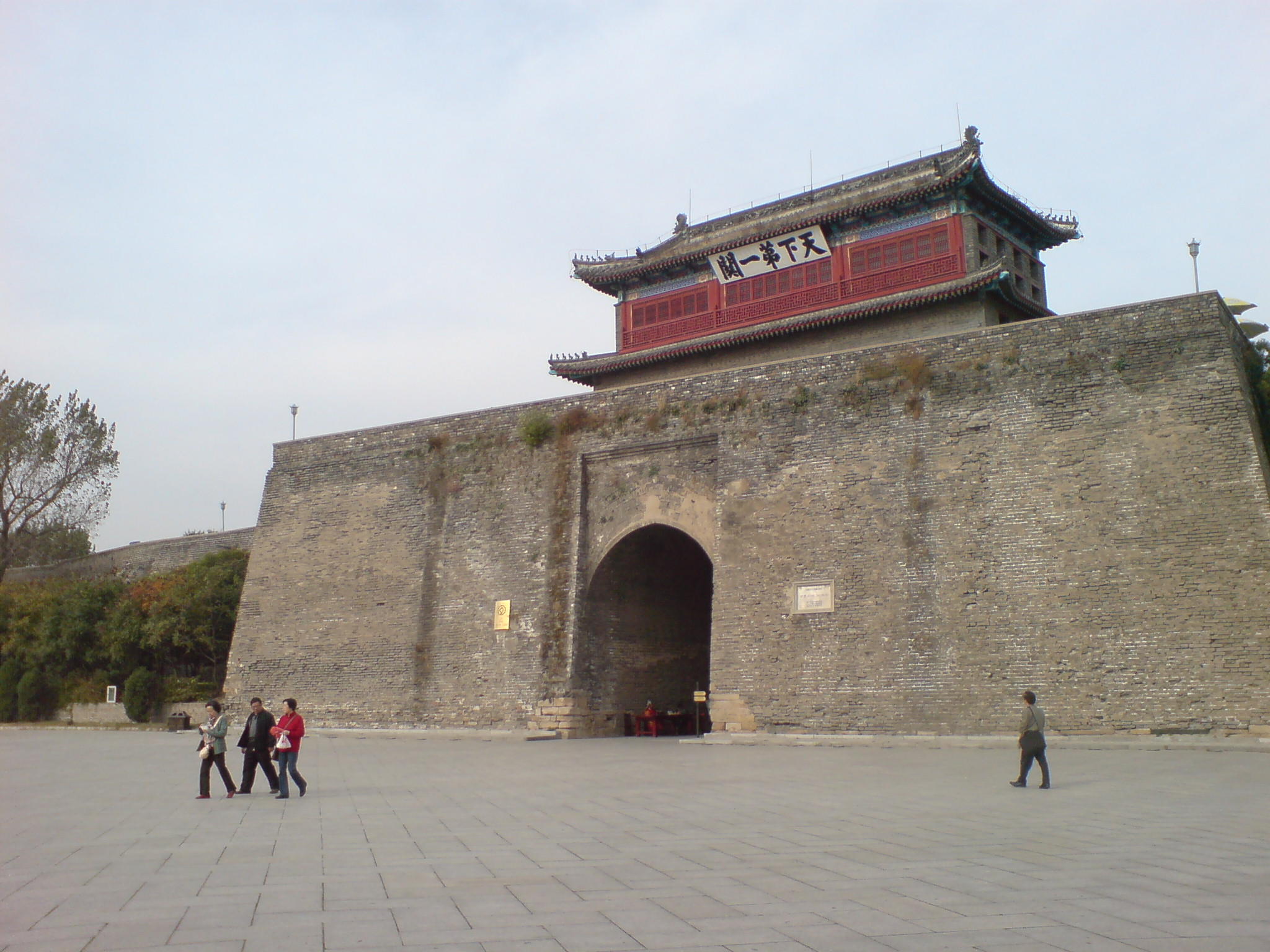

燕山和渤海之间有一段长约7.5公里的平缓地带，自此从华北平原前往辽东的古道被称为碣石道:5。由于周边地势险峻，此处就成为了具有战略意义的交通要道。此处最早的筑关历史可以上溯至战国时期的燕长城:1-3，秦朝、北周和隋朝均有在此处修建关城的记载。汉代在此设置临榆县，南北朝时更名为临渝镇:8，隋代起此处设临榆宫，唐高祖武德七年（624年）在此处修建临榆关:22。辽代改为迁民县，金代改为迁州，元代改为迁民镇:2。明洪武十四年（1381年），徐达组织人力在迁民镇的基础上此处修建了明长城关口。因该关口周边有山有海，遂命名为山海关:5-17。因山海关为明长城最东侧的关隘，遂又被称为“天下第一关”:20。城墙和周边的长城均用条石作为基础，内部用土夯筑，外表包砖:7。建成之后，山海关以东的区域被通称为关外，以西的长城以内的区域被称为关内。
山海关设置了隶属于蓟镇管辖的山海卫。该卫下辖左所、右所、中所、前所、后所、中左所、右前所、中左所、中右所、山海所、中前所、中后所等10所，人口规模达3万余人。至宣德年间，一般由世勋镇守大臣和都指挥使镇守山海卫，其余官衔下设有正三品的指挥使、指挥同知，正四品的指挥佥事，正（从）五品的正（副）千户等。另山海关周边防御分为两路关隘，分别为山海路关隘和石门路关隘。山海路关隘下辖10个小关隘，即山海关、南海口关、北水关、旱门关、角山关、三道关、滥水关、寺儿峪关、一片石关。路守备设于山海关卫城内。戚继光担任蓟辽都督后，在山海关一线修筑了23座敌台，隆庆四年（1570年）修建向关内延伸的14座烽墩，另于万历七年（1579年）渤海海边兴建了入海石城，并在山海关东侧修建了占地0.24平方公里的东罗城，其上建有2座角楼、7座敌楼和1座城楼。当时的山海关关城东门箭楼，也就是镇东楼的顶层北侧屋檐下挂有一块“天下第一关”的匾额:5-17,24-28。
关城规模最大时，东西南北各开有一座城门，四座城门外各有一座瓮城，城门上方均建有箭楼。其中东门为镇东楼，西门箭楼为迎恩楼，南门为望洋楼，北门为威远楼。此外东南角楼为靖边楼，原应有的东南角楼则仅存基址。镇东楼南北两侧还建有“临闾楼”、“牧营楼”和“新楼”等三座二层配楼，用以加强防御。关城以北的平缓地区被称为左翼长城，与之相接的山脊上的长城由近及远依次为角山长城、三道关长城、九门口长城；以南的长城被称为右翼长城，最南端的入海石城伸入渤海:27-31，因形似龙头伸入大海，故俗称为老龙头。镇东楼曾于嘉靖三十五年（1556年）、万历十三年（1585年）和三十八年（1610年）重修:20,27-28。西门曾于嘉靖三十七年（1558年）和万历三十九年（1611年）得以大规模维修，而威远楼曾于万历三十七年（1611年）重修，之后毁于大火，具体时间不明。靖边楼曾于成化十五年（1479年）、万历十五年（1587年）和三十九年（1591年）重修。城池中央建有一座钟鼓楼，原本位于城池中央偏北，曾于成化七年（1471年）重修，万历十四年（1586年）改建至城池中央，万历三十九年（1611年）被拆去顶层，变成单层建筑。东瓮城内曾建有关帝庙和陈公祠，西瓮城内建有关帝庙、忠爱流芳祠，南瓮城内建有增福庙，北瓮城内建有药王庙:27-31。
后金兴起后，明朝加强了山海关的建设。万历四十六年（1618年）设立山海镇总兵，山海关内外设有5镇、14协、36营。天启元年（1621年），山海关城东墙建起一座新楼，此后四年，由时任兵部尚书孙承宗在山海关外修建了9座大城，49座小城，形成关宁锦防线。崇祯六年（1633年），时任兵部尚书袁崇焕等在山海关关城外修建了以驻兵、存粮、存军火和防御为主要功能的南、北翼城，占地面积0.216平方公里；另在关城南侧的老龙头修建了宁海城:18-19，并宁海城旁长城上原有的观海亭改建成了澄海楼。该楼共分两层，九脊歇山式顶，面阔三间，进深二间。崇祯十六年（1643年），关城西侧兴建了一座西罗城，但工程并未完工:19。此外在长城外立面共修建有23座敌台，山海关沿线的山中分布有10座烽火台:53。在此阶段在山海关关外还修建了威远城。

### 清朝时期
清顺治元年（1644年），李自成率大顺军自西侧抵达山海关，并攻下西罗城。次日大顺军围攻北翼城，当日山海关守将吴三桂至欢喜岭投靠多尔衮，请清军入关。随后清朝军队击溃了大顺军，自此山海关归属清朝统治:283。清朝入关后，于顺治十年（1653年）颁布《辽东招民开垦条例》，打开山海关，鼓励关内贫民入关耕种:3。失去军事作用的镇东楼两侧的三座配楼逐渐荒废；南翼城和北翼城则改为八旗军的军营，后来变成了村落；威远城也逐渐荒废。康熙年间，宁海城的澄海楼成为了清圣祖的观海胜地。康熙四年（1665年），东罗城的南门和北门被封堵，仅留东门:30-31, 33。康熙七年（1668年），《辽东招民开垦条例》被废止，清朝政府禁止关内农民出关开垦:3。雍正元年（1723年），靖边楼曾得以改建，并被改名为“奎星楼”:30。乾隆二年（1737年），山海卫被撤销，山海关改设隶属于永平府的临榆县:2。自乾隆五年（1740年）起，已经迁居关外的华北农民陆续被遣返原籍。自此违反禁令经陆路或海路前往关外的农民，其迁徙行为被统称为“闯关东”:4。乾隆九年（1744年），清高宗御书“祥霭搏桑”匾额，并将其挂在西门箭楼迎恩楼上:27。乾隆十八年（1753年）和二十九年（1764年）、道光二十二年（1842年）均曾大规模修复西门。镇东楼在乾隆三年（1738年）和二十九年（1764年），道光二十二年（1842年）以及光绪五年（1879年）均有重修，其中在光绪五年的重修当中，因原有匾额字迹漫漶不清，由附生王治复制了一块“天下第一关”的匾额，原有匾额被替换到了镇东楼底层:20-22。康熙五年（1666年）、乾隆八年（1669年）和十九年（1680年）均曾维修过钟鼓楼。咸丰十年（1860年），西罗城城墙得以维修，城墙外另修建了战壕:33-35。此外，澄海楼曾于康熙九年（1670年）和乾隆八年（1743年）得以重修。

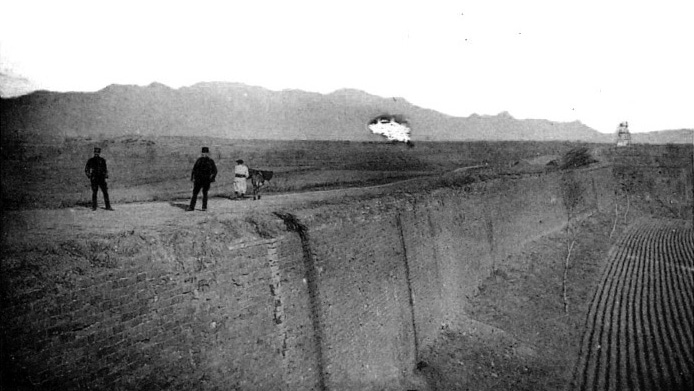
法军占领山海关长城（1900年-01年）。

第一次鸦片战争爆发后，英国海军频繁袭扰山海关一带。对此清军在石河口等地设置了多处炮台。同时由于沙皇俄国对东北地区的威胁日益严重，清朝政府于咸丰十年（1860年）重新打开山海关，允许农民出关前往部分地区开垦:25。光绪初年时，山海关周边遭袭的频率大幅上升，因此自光绪八年（1882年）起在山海关内外修筑了3处炮台，光绪十三年（1887年）和十六年（1890年）又先后增筑多处炮台，包括宁海城澄海楼下修建的定远炮台，在宁海城北修筑的靖远炮台，在山海关城南修筑的镇远炮台、控远炮台和应远炮台。1900年10月2日，八国联军在老龙头登陆，纵火焚毁澄海楼。《辛丑条约》签订后，列国获得了在山海关驻扎军队的权利。直至1945年，山海关周边先后有英国、法国、印度、德国、意大利、日本、德国、沙皇俄国等军队修建兵营，是为山海关八国联军营盘:273-282，其中宁海城为英军所占:29，英军在修建弹药库时推倒了“天开海岳”碑:117。此外，清末修建京奉铁路时，拆除了位于山海关南侧的南水关与其周边的245米长的长城墙体:60。光绪三十年（1904年），清政府解除农民前往东北垦荒的区域限制，闯关东正式结束:25。

### 中华民国时期

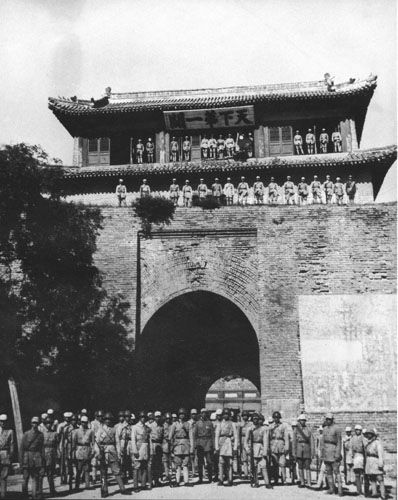
1945年，冀热辽军区部队攻占山海关。

1920年，杨宝清重新复制了一件“天下第一关”匾额，并将其挂在了镇东楼顶层檐下，原有清代匾额被挂至楼内顶层:27。1924年10月，第二次直奉战争期间，直军和奉军在山海关爆发交战，战后奉军占领了山海关。1925年，郭松龄率奉军第3军团第10军自立为东北国民军，并于此后向奉系其余部队发起进攻。11月25日郭松龄率部攻打山海关，当月27日占领山海关。之后郭松龄战败被杀，余部2万余人占据山海关，与国民军共同防守。1926年3月11日，奉军向山海关发起进攻，并于当年3月14日攻克山海关:36-38。1927年，张学良在游览老龙头时发现了“天开海岳”碑，并重新将该碑扶起:117。1933年，日军进攻山海关，长城抗战当中的榆关抗战爆发。日军炮火击毁东南角楼二层。战斗之后，日军占据了山海关:30,283。1945年8月30日，八路军冀热辽军区16军分区在与一支苏联第17集团军小分队会合后，抵达山海关劝降守城日军，被守城日军以要向国军投降为由拒绝。八路军与红军随即展开攻城，并最终攻下山海关。同年10月25日，国民革命军15军、52军等从秦皇岛方向进攻山海关，11月26日守关部队撤向关外，山海关归属国民政府控制。1948年11月27日，山海关的国军全部撤走，东北野战军重新接管山海关，并在山海关关城内设立山海关办事处。1949年4月21日，山海关办事处改为山海关市，划归辽西省管辖:2-3。在1949年之前，北门瓮城已经被毁:24。

### 中华人民共和国时期

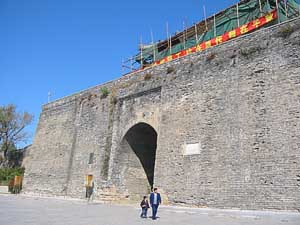
重修工程

中华人民共和国成立后，西罗城拱宸门上的拱宸楼被拆毁:26。1952年，迎恩楼被拆除，仅存城门洞和箭楼楼台，一同被拆毁的还有年久失修的东南角楼:27-30，当年维修了镇东楼:65。1952年11月，山海关随重新设立的山海关区划归河北省管辖:2-3。1953年，年久失修的钟鼓楼被拆除。1955年，南门瓮城被拆除:24-25。1956年，山海关以“天下第一关”一名入列河北省文物保护单位:22。1956年和1958年，东门瓮城得以维修:65。1961年，山海关以“万里长城—山海关”一名列入全国重点文物保护单位。1964年，山海关的文物保护标志得以树立，同年山海关文物保管所成立，该保管所主要负责山海关一带长城的保护和管理工作:56,63。1970年，西门瓮城被毁:24。1973年和1975年，有关人员组织维修了关城城墙和周边长城。1976年，受唐山大地震影响，镇东楼和山海关关城出现了不同程度的损坏，1977年这些损坏得到修补。此后1978年至1981年，东瓮城及周边长城得到不同程度的维护:58,65。1978年，澄海楼得以按照原貌重建。1982年，山海关被重新公布为河北省文物保护单位:58。1985至1987年，东南角楼遗址、临闾楼和牧营楼得到清理，随后该角楼得以重建，基本还原了明代的风貌:27-30。同年入海石城也得以修复:59。2003年起，山海关长城整体开始修缮，关城内的多处标志性建筑再次开始重建，至2005年关城钟鼓楼得以重建，但并未恢复原貌；东罗城东门的服远楼也得以重建:33,78。2007年11月3日，山海关关城及东罗城城墙的墙基开始加固，至当年12月28日工程完成。2008年，全部维修工程正式竣工。

## 结构

### 山海关关城

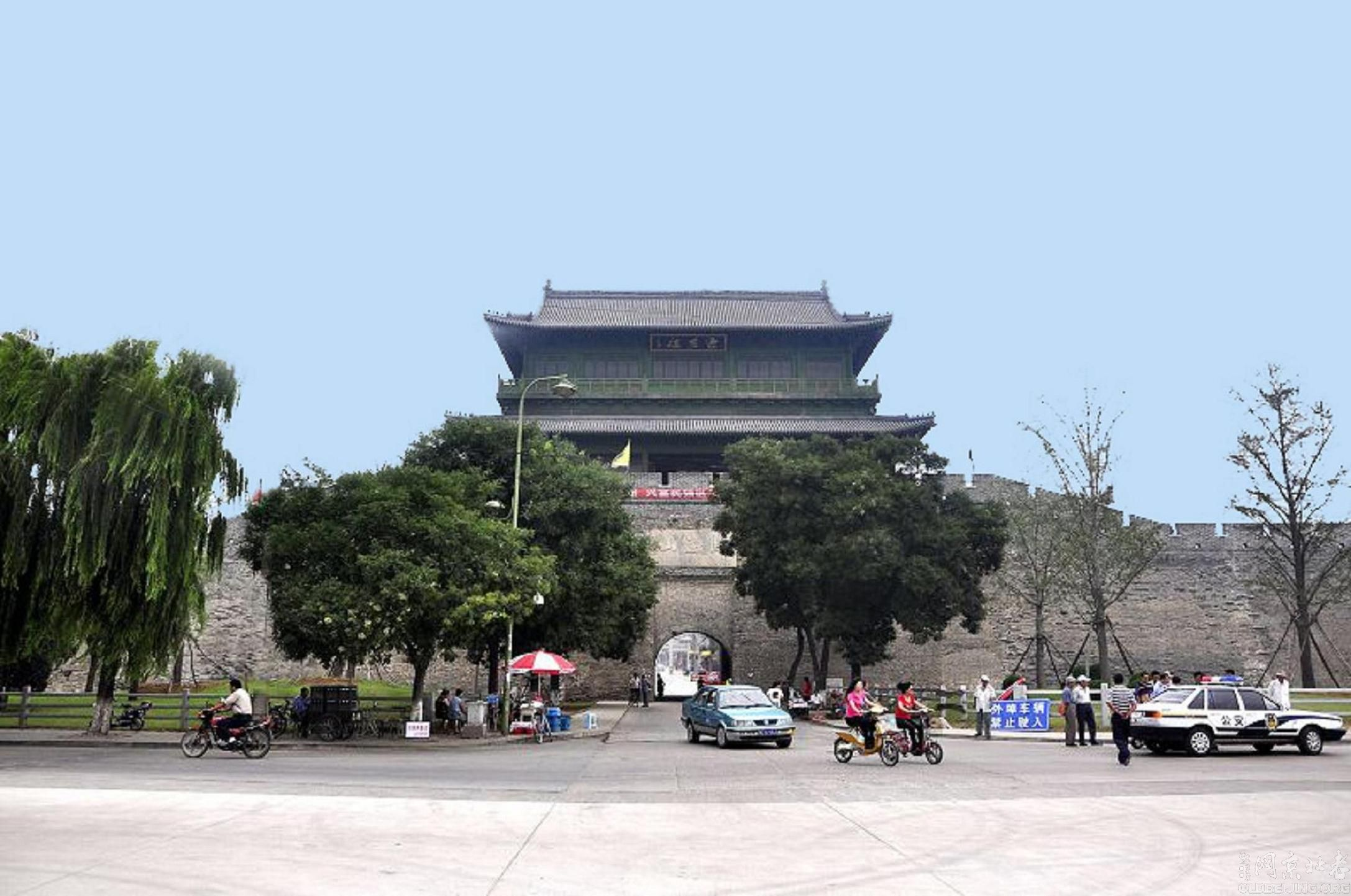
迎恩门，山海关西门

山海关关城北高南低，关城占地1.26平方公里。关城城墙高11.6米，厚10余米，周长4796米，城墙顶部宽约12米至15米。东墙为长城主线，长1378米，两端与长城相连，正中开有东门，城墙上方修建有6座敌楼和敌台；西墙长1290米，设有西门和2座水门；南墙长1300米，中部开有南门和1座水门，另有1座城台；北城墙828米，开有一座北门，另建有一座烽火台。各城门上方均建有二层箭楼，其中东门门楼为镇东楼，东、南、北三面公开有68个箭窗，城楼内外绘有彩画，西面顶层檐下挂有“天下第一关”匾额。南城门被称为望洋门，楼上箭楼是为望洋楼，高13米，重檐双层，面阔17.4米，进深7.68米。北面底层正中设门，东、西、南三面共设72个箭窗，西面为格栅门。东门外还保留有瓮城，周长318米，南侧开门。北门为威远门，原有威远楼，形制应与镇东楼类似，现仅存楼台。城墙东南角建有一座二层角楼，与城内有马道相连通。建筑面积均为658.4平米，高13米，内侧面阔14米，各开一门；外侧面阔为25米，开有56个箭窗。城池中央建有钟鼓楼，为正四棱台状砖石建筑，每面正中各开有一门。城内有南北向和东西向道路各一条，穿过钟鼓楼下的门后相互交叉，并与关城四门相连。此外关城内原建有各种官衙、入学、仓库、牌坊等建筑，部分建筑沿用至了中华人民共和国成立。:24-32:23-24

### 卫城
卫城共有五座，分别为与关城相连的东罗城和西罗城，与长城主体相连的北翼城和南翼城，以及位于关城东北的威远城。:57-58
东罗城位于关城东门外，明万历十二年（1584年）建，占地0.24平方公里，周长2045.6米。东墙长394.8米，开有一座宽4.2米、深9.7米、搞4.6米的关门，门外有一块镌刻有“山海关”字样的匾额，关门上建有城楼“服远楼”，此外东墙还建有2座敌楼和1座角楼。南墙长439米，开有一小门，门额上由“渤海”二字石匾，现字迹一无法看清。南墙建有2座角楼，原有水门已无存。西墙长590.5米，与长城主线和关城东墙一体。北墙长612.3米，开有一小门，门额上原有“兖龙”二字石匾，现字迹已无法辨别。北墙上建有3座敌楼，原开有水门已不存。城墙平均高8米，墙面宽3.2米。城内有一条东西向主干道，与关城内东西向干道相连。:33-34:26:57
西罗城位于关城西门外，占地面积0.57平方公里。此城位于关内，在筑城之前已有平民居住，是山海关的经济贸易中心。始建年代无考，起初城墙均为夯土城墙，万历二十四年（1596年）改为砖石结构，崇祯十六年（1643年）按照军事需要修建，但并未建完。城墙上无敌楼和角楼。东墙与关城共用，西城墙开有一座城门，是为拱宸门，该门连通其上原有的拱宸楼的出现时间早于西罗城城墙，但具体时间不明。此外西罗城另有南北两门，现仅存墙基。城内建有牌坊、清真寺、关帝庙、地藏寺等诸多建筑。:26-27:34:58
南翼城和北翼城均建于崇祯六年（1633年），现均已坍塌，仅存遗址。两城建成时主要功能为粮仓、军火库和兵营。南翼城位于关城南侧1公里处，占地0.13平方公里。城墙周长1.5公里，高6米左右，厚4米，东城墙与长城主体共用。南城墙和北城墙各开1座城门。北翼城与南翼城相对，位于关城北侧1公里处，占地0.08平方公里，城墙周长1.2千米，高7米左右，厚4米至5米，东城墙与长城主体共用。:34:58
威远城俗称“呜咽城”，又名威远台，坐落于关城以东1公里外的欢喜岭高地，现较为残破。该城平面近似方形，占地面积0.02平方公里，初建时主要功能为瞭望和屯兵。城墙周长614米，高约7米，建筑方法与周边长城相同。城墙四角建有台垛，城墙上建有1.6米高的女墙。城池正南开1座城门，门上镌刻“威远”二字。墙内底部建有21个作为防护掩体用的砖洞:34-35:58。

### 海防城

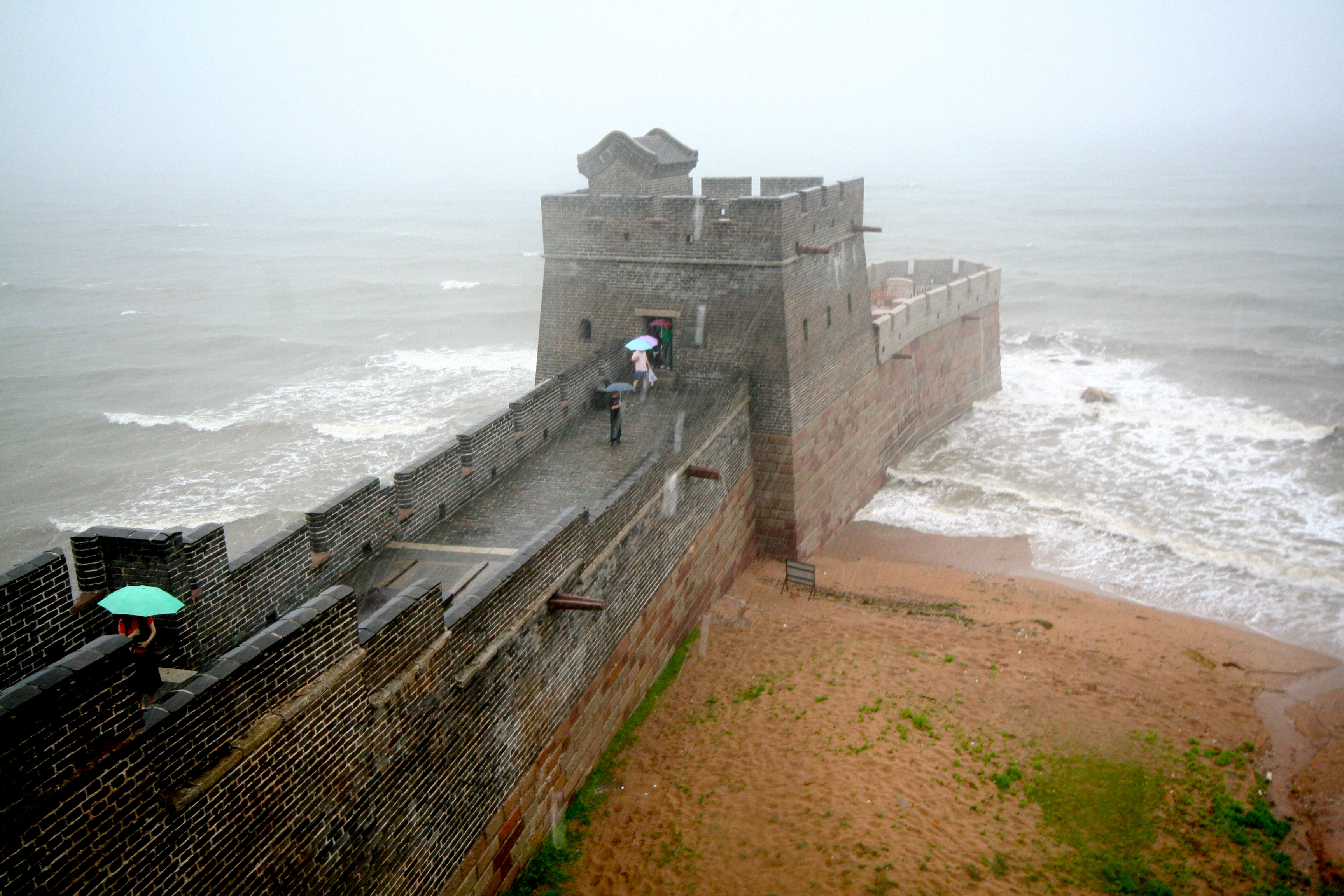
一度被认为是长城起点的“老龙头”。

海防城共分为两部分，即宁海城和入海石城。宁海城位于关城以南4公里处的南海口附近，是一座典型的海防城堡。城墙周长0.6公里，高5米至6米，占地面积0.016平方公里。该城东墙和南墙与长城主体共用，各面城墙除北墙外均用灰土夯筑。北墙和西墙各开1座城门，南城墙上修建有澄海楼:35，澄海楼楼上悬挂有乾隆御书匾额“澄海楼”和孙承宗所题“雄襟万里”，楼前有一块古“天开海岳”碑:115-117。澄海楼楼下留存有清代定远炮台的部分三合土墙体，长12米，宽3.5米。入海石城即长城在宁海城以南伸入渤海的部分，俗称老龙头。此段长22.4米，宽8.3米，高9.2米，建于原生礁石之上，老龙头也是中国境内唯一的一段入海长城。城墙尽头建有一座敌台，名为“靖卤台”，长13米，宽11.5米，高7.8米。敌台上建有一座敌楼，敌楼内有一座战铺:58-59。

## 开发
1987年，山海关作为长城的一部分被列入世界文化遗产:10。2000年，以山海关为主体的山海关景区被评为4A级旅游景点。2001年，中华人民共和国国务院将山海关列为国家历史文化名城旅游景区，景区共分为“老龙头”、“孟姜女庙”、“角山”、“天下第一关”等部分。2007年，山海关景区升格为5A级，成为全国首批5A级景区。2015年，因“价格欺诈、环境卫生脏乱、设施破损普遍、服务质量下降严重”等原因，山海关景区被取消5A级景区资格，同时也成为全国第一家被取消5A级资格的景区。2017年12月18日，经过整改的山海关景区重新恢复了5A级资质。

## 备注
1. ↑  这里只是最东侧的关隘，而非东侧起点。1990年在丹東虎山发现的虎山长城，經考古專家確認是明长城的东端起点，1991年9月由新華社對外發佈這一消息。[6]
2. ↑  该匾额上并未留下任何题写人姓名和时间，故其实际撰写人仍有争议，目前有严嵩、萧显等说法[5]:25。
3. ↑  修建威远城的具体时间和负责人尚有争议[10]。
4. ↑  此后南门和北门被重新打开，具体时间未知[3]:26。
5. ↑  具体年代证据为1985年清理遗址时发现的清代铜钱[5]:30。
6. ↑  有说法认为现存四周围墙是清代第一次鸦片战争之后所建，原有的城台早已被拆毁[10]。